# Ryjówka średnia
Ryjówka średnia, ryjówka białowieska (Sorex caecutiens) – gatunek ssaka z rodziny ryjówkowatych. Blisko spokrewniona z ryjówką szinto. Występuje 8 podgatunków. Ma szeroki zasięg występowania, od wschodu Europy, gdzie sięga Polski, przez Azję do Sachalinu i Półwyspu Koreańskiego, odrębna genetycznie populacja zamieszkuje wyspę Czedżu. Żywi się bezkręgowcami, rozmnaża się szybko.

## Genetyka
Kariotyp ryjówki średniej obejmuje diploidalną liczbę 42 chromosomów, tak jak u ryjówki szinto Liczba fundamentalna wynosi 70, ale aż 72 w populacji czukockiej, a tylko 66 na Hokkaido (tyle też wynosi FN u ryjówki szinto). Chromosomy metacentryczne lub submetacentryczne tworzą 14 par, natomiast 6 par jest akrocentrycznych. Do tych ostatnich należy również, mimo swej pokaźnej wielkości, chromosom X, podczas gdy znacznie mniejszy chromosom Y prezentuje się subtelocentrycznie. Chromosom X u osobników z wyspy Czedżu przypomina pod względem prążków G swój homolog u ryjówki szinto. Uważa się, że kariotyp obserwowany u ryjówek szinto i średniej stanowi stan ancestralny dla całej grupy ryjówki średniej. Genetyka gatunku nie odzwierciedla jego rozmieszczenia geograficznego.

## Budowa
Głowa i tułów zwierzęcia mają łącznie długość od 5,0 do 7,3 cm. Ogon ma od 2,8 do 4,5 cm. Tylna stopa osiąga od 1,0 do 1,2 cm. Masa ciała wynosi między 4 a 12,5 g, przy czym osobniki młodociane osiągają od 4 do 7 g, osobniki po przezimowaniu mają więc masę 2 razy większą od urodzonych w danym roku.
Osobniki po przezimowaniu pokrywa futro barwy brązowej na grzbiecie, czerwonawej po bokach ciała, na brzuchu czy to szarawe, czy to bladożółte. Odróżniają się więc od osobników młodocianych, w przypadku których szarobrązowy kolor grzbietu płynnie przechodzi w jaśniejszy, jasnoszary brzuch. Autorzy zwracają uwagę na dwukolorowy ogon o ostro odgraniczonych od siebie brązowej barwie grzbietowej, u dorosłych jaśniejszej od grzbietu, u młodocianych podobnej barwy, i jaśniejszej barwie strony brzusznej.
Gatunek przypomina ryjówkę szinto. Cechy ryjówki szinto z Honsiu płynnie przechodziły w cechy ryjówki średniej z Kraju Nadmorskiego i Korei (wielkość głowy) oraz z Sachalinu i Hokkaido (wymiary zewnętrzne). Jednak gatunki te można zróżnicować choćby po powierzchni czwartego górnego przedtrzonowca.

## Systematyka

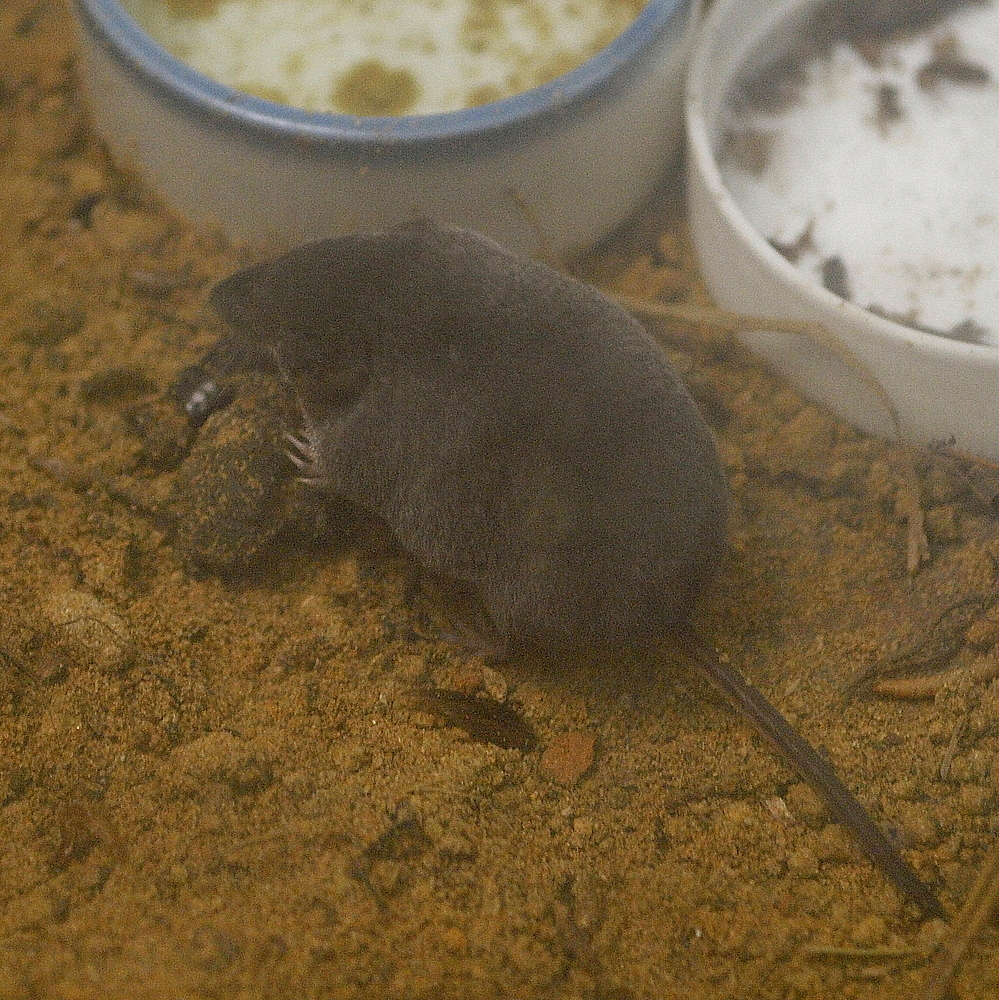
Do grupy ryjówki średniej należy też ryjówka pazurzasta

Ryjówkę średnią opisał w 1788 Laxmann. Jako miejsce typowe wskazał on południowo-zachodni brzeg Bajkału. Obecnie w języku angielskim gatunek ten nazywa się Laxmann's Shrew (ryjówką Laxmanna). Najbliższym krewnym ryjówki średniej jest ryjówka szinto, tworzą one razem grupę gatunków caecutiens/shinto. Gatunek na podstawie badań genetycznych zalicza się do grupy ryjówki średniej w podrodzaju Sorex, do której zaliczają się także wspomniany Sorex shinto, a prócz niego Sorex isodon, Sorex sinalis, Sorex unguiculatus. Podrodzaj ten wraz z podrodzajem Otisrex zalicza się do rodzaju Sorex, czyli ryjówka w plemieniu Soricini. Plemię to wraz z plemionami Blarinini, Blarinellini, Anourosoricini, Notiosoricini i Nectogalini należy z kolei do podrodziny Soricinae, jednej z trzech podrodzin rodziny ryjówkowatych Soricidae, obejmującej także podrodziny Crocidurinae i Myosoricinae.
Kladogram wedle Naitoh i innych z 2005:
|  | Sorex shinto     |
|  |                  |
|  | Sorex caecutiens |
|  |                  |

Ryjówkę średnią dzieli się na 8 podgatunków:
- Sorex caecutiens caexutiens Laxmann, 1788,
- Sorex caecutiens annexus Thomas, 1907,
- Sorex caecutiens kornei, Allen, 1914,
- Sorex caecutiens kunashirensis Hutterer & Zaitsev, 2004,
- Sorex caecutiens laponicus Melander, 1942,
- Sorex caecutiens macropygmaeus Miller, 1901,
- Sorex caecutiens pleskei Ognev, 1921,
- Sorex caecutiens saevus Thomas,1907[6].

Odmienny pogląd podtrzymuje Polskie Nazewnictwo Ssaków Świata, które proponuje podział na 2 podgatunki, prócz podgatunku nominatywnego podaje także Sorex caecutiens karpinskii o polskiej nazwie ryjówka białowieska.
Za podgatunek ryjówki średniej uznawano niegdyś japońską ryjówkę szinto, obecnie uznawaną za odrębny gatunek. Badania genetyczne wskazują jednak, że oba te gatunki są blisko ze sobą spokrewnione i tworzą grupę monofiletyczną.
Ohdachi i inni w 2005 opublikowali badania morfologiczne, w których wykazano odrębność osobników z wyspy Czedżu, charakteryzujące się większymi rozmiarami. Opisali na tej podstawie nowy podgatunek Sorex caecutiens hallamontanus, niewymieniany przez późniejszych autorów.

## Tryb życia i cykl życiowy
Ryjówka średnia rozpoczyna okres rozrodu od późnego kwietnia do wczesnego maja. Kończy się on we wrześniu. W tym czasie jedna samica może rodzić aż 4 razy, wydając na świat od jednego do 12 noworodków, najczęściej jednak między 5 a 7, więcej w północnych częściach zasięgu występowania. Badana znad Kołymy wskazały średnią 8,6 noworodka. Młode samice potrafią przystępować do rozrodu jeszcze w tym samym roku, co nie jest rzadkim zjawiskiem u ryjówkowatych, samce natomiast czekają do następnego roku. W drugiej połowie lata młode poszukują sobie miejsca do życia, nie mogą bowiem zostać z matką. Jesienią zakładają własne terytoria. Samice pozostają na nich wiosną, podczas gdy samce porzucają je, by wieść bardziej podróżne życie, przemieszczając się pomiędzy kilkoma terytoriami samic. Te ostatnie korzystają z okazji, przejmując porzucone terytoria samców i powiększając w ten sposób własne rewiry. Jedno pokolenie trwa 1 rok. Ryjówkowate zazwyczaj przeżywają w swym życiu jedną zimę, ale już nie kolejną.
Jak inne ryjówkowate, ryjówka średnia wiedzie samotny tryb życia. Jest jednakże bardziej tolerancyjna w stosunku do obcych osobników swego gatunku, zamknięta razem z nimi w jednym pomieszczeniu wykazuje mniejszą agresję niż ryjówka aksamitna.

## Rozmieszczenie geograficzne
Ryjówka średnia ma bardzo szeroki zasięg. Występuje ona w takich krajach, jak Polska, Ukraina, Białoruś, Litwa, Łotwa, Estonia, Finlandia, Szwecja, Norwegia, Rosja, Chiny, Mongolia, Kazachstan, Japonia, Korea, Korea Północna. Podgatunek nominatywny występuje we wschodniej i środkowej Syberii, w tym nad jeziorem Bajkał, skąd po raz pierwszy opisano gatunek. Sięga on prawego brzegu Jeniseju do Dolnej Tunguzki, środkowej i południowej Jakucji oraz gór południowej Syberii od Ałtaju do wzniesień zabajkalskich i zachodniego regionu amurskiego. Na wschodzie Sorex caecutiens annexus zamieszkuje Półwysep Koreański, Sorex caecutiens kunashirensis japońskie wyspy Hokkaido i Kunashir, Sorex caecutiens saevus wyspę Sachalin, a jeszcze dalej, na Czukotce, żyje Sorex caecutiens koreni, sięgający przez północną Syberię aż do Peczory. Od terenów na wschód od niej do Półwyspu Kolskiego i Fennoskandii żyje Sorex caecutiens laponicus. W europejskiej części zasięgu zamieszkuje też Sorex caecutiens pleskei, sięgający terenów od Polski do Uralu i dalej tereny południowych lasów Syberii aż do brzegu Jeniseju, a na południu do Kazachstanu. Sorex caecutiens macropygmaeus zamieszkuje znów dorzecze Amuru, Kraje Nadmorski i Kabarowski, region magadański, Kamczatkę i Wyspy Szantarskie. Ponadto ryjówka średnia spotykana jest w północno-wschodnich (Gansu) i północno-zachodnich Chinach aż do Mongolii, jednak nie wiadomo, jakie tam bytują podgatunki. Izolowana geograficznie jest populacja z wyspy Czedżu. Różni się też ona genetycznie od ryjówek z kontynentu, grupuje się raczej z mieszkankami Półwyspu Koreańskiego. Zwierzę zasiedla tereny od poziomu morza do wysokości 1600 m. Badania genetyczne wskazują na izolację populacji na Hokkaido, a później na niedawne szybkie rozprzestrzenienie się na terenach od Czedżu i Sachalinu do Europy, prawdopodobnie później niż 12 000 lat temu.

## Ekologia
Ryjówka średnia zasiedla lasy, tereny trawiaste i mokradła. Bytuje w lasach iglastych, mieszanych i liściastych. Wśród lasów lubi szczególnie syberyjskie lasy pokryte bogato mchami, w których potrafi być najpopularniej występującą ryjówką. W Europie jednak zasiedla też stare szerokolistne lasy bez traw ani mchów. W Europie nie należy w ogóle do najpopularniejszych ryjówek, jak to czyni w Azji. Na północy sięga do południowej tundry porośniętej jeszcze krzewami, zwłaszcza wierzbami czy brzozami w dolinach rzek. Na zadrzewionych z rzadka stepach występuje rzadko. W Fennoskandii zasiedla bagna gęsto porośnięte krzewami i pozbawione takiej roślinności, a także górskie lasy bogate w brzozę. Nie lubi środowisk zmodyfikowaną ręką ludzką.
Ryjówka średnia spożywa pająki, gąsienice, larwy i imagines chrząszczy, inne owady, stonogi, przy czym zawartość poszczególnych składników jej jadłospisu zależy od miejsca. Larwy chrząszczy królowały w jej menu w środkowej Jakucji, podczas gdy w Karelii większy był udział dorosłych chrząszczy. Natomiast w środkowej Syberii i na Dalekim Wschodzie ryjówki średnie nie żywiły się głównie chrząszczami. Autorzy wskazują również pewien udział pokarmu roślinnego, zwłaszcza nasion. Latem jest on niewielki, w przeciwieństwie do pozostałych pór roku. W badaniach z dorzecza Kołymy nasiona aż 73% zawartości żołądków ryjówek średnich stanowiły nasiona modrzewiu. Ryjówkowate zazwyczaj jedzą wielokrotnie w ciągu doby i pożerają znaczne w stosunku do swej masy ciała ilości pokarmu. Ryjówka aksamitna wielokrotnie w ciągu doby pozwala sobie na krótki spoczynek i wielokrotnie żeruje. Przy czym dłuższe okresy aktywności przypadają na noc latem, jesienią i zimą zaś na ranki.

## Zagrożenia i ochrona
Populacja ryjówki średniej jest stabilna (pomimo nieregularnych rocznych wahań, w Karelii potrafiących wahać się dziesięciokrotnie) i liczna zarazem. IUCN nie zna istotnych zagrożeń dla tego gatunku, choć lokalnym populacjom grozić może wyrąb drewna. Wobec tego klasyfikuje ryjówkę średnią jako gatunek najmniejszej troski (LC). Ostatnio klasyfikował ją tak w 2016, a poprzednio również jako LC w 2008. Podobnie w 1996 klasyfikował ją jako LR/LC. W Azji bywa najpopularniejszą ryjówką, zwłaszcza w tajdze, ale także w górach Hentii. W Europie już nie, ustępując ryjówce aksamitnej. Radzi sobie jednak lepiej od niej w siedliskach uboższych w zasoby pokarmowe. Popularna jest też w Mongolii i w lasach Hokkaido. Zasięg występowania tego rozpowszechnionego szeroko gatunku obejmuje liczne obszary chronione. Konwencja berneńska wymienia ryjówkę średnią w Załączniku III. W Polsce występuje w izolowanej populacji w Puszczy Białowieskiej. W przeszłości podlegała w Polsce ochronie ścisłej, zaś od 2014 r. podlega ochronie częściowej.